# Carinish
Carinish, schottisch-gälisch: Chairinis oder Cairinis, ist ein Weiler auf der schottischen Hebrideninsel North Uist, die zu den Äußeren Hebriden zählt. Historisch lag er in der traditionellen Grafschaft Inverness-shire.
Die Ortschaft liegt an der Südwestküste North Uists gegenüber der Insel Baleshare nahe der westlichen Einfahrt in den North Ford. Die von North Uist aus sämtliche Inseln Uists verbindende A865 erschließt die Ortschaft und quert östlich bei Claddach Carinish den North Ford auf dem North Ford Causeway.

## Geschichte
Östlich der Ortschaft zeugt der Rest des neolithischen Steinkreises von Carinish von der historischen Besiedlung der Region. Die Anlage ist stark gestört durch die sie durchscheidende A865. Ein einzelner Stein des Scheduled Monuments steht noch aufrecht. Der als Ruine vorliegende Teampull na Trionaid („Dreifaltigkeitskirche“) könnte aus dem 14. Jahrhundert stammen. Möglicherweise handelt es sich um eine Stiftung Bethags, Tochter König Somerleds, aus dem 12. Jahrhundert. Gesichert wurde das Gebäude bis ins 18. Jahrhundert genutzt. Nahe der Kirche kam es 1601 zu einer Schlacht, bei der die MacLeods von Skye den örtlichen MacDonalds unterlagen.
Die Carinish Parish Church wurde um 1830 errichtet. Sie spaltete sich im Zuge des schottischen Kirchenschismas von der Church of Scotland ab und schloss sich der neugegründeten Free Church an. Durch Fusionen gelangte sie später wieder zur Church of Scotland. Die Carinish School wurde 1875 errichtet und war auf 80 Schüler ausgelegt. Sie wurde später aufgelassen.